# Pleiochiton
Pleiochiton es un género  de plantas fanerógamas pertenecientes a la familia Melastomataceae. Comprende 5 especies descritas y de estas, solo 2 aceptadas.

## Taxonomía
El género fue descrito por Naudin ex A.Gray y publicado en U. S. Explor. Exped. Bot. [15] 1: 583. 1854.

## Especies aceptadas
A continuación se brinda un listado de las especies del género Pleiochiton  aceptadas hasta mayo de 2014, ordenadas alfabéticamente. Para cada una se indica el nombre binomial seguido del autor, abreviado según las convenciones y usos:
- Pleiochiton ebracteatum Triana
- Pleiochiton glaziovianum Cogn.